# Oropher
Oropher je izmišljen lik iz Tolkienove mitologije, serije knjig o Srednjem svetu britanskega pisatelja J. R. R. Tolkiena.
Omenjen je kot eden izmed sivovilinskih visokih gospodov. Sprva je živel v Doriathu, toda pozneje je preselil svojo prestolnico v Amon Lanc.
Udeležil se je zadnji zvezi vilinov in ljudi, a je nato padel v bitki za Dagorlad.